# Videosex '84
Videosex '84, znan tudi kot Video Sex '84 ali zgolj Videosex, je debitantski album slovenske synthpop skupine Videosex, izdan 27. februarja 1984. Naslov albuma se nanaša na leto izdaje. Leta 2009 je izšla digitalno obnovljena različica albuma na CD-ju. Album je bil ob času izida v Jugoslaviji zaradi seksualno sugestivne narave besedil do neke mere kontroverzen. Vsebuje tudi priredbo pesmi »Moja mama«, ki jo v originalni izvedbi igrala punk skupina Kuzle.

## Seznam pesmi
Vse pesmi je napisala skupina Videosex, razen kjer je to označeno.
| Prva stran | Prva stran                                | Prva stran |
| Št.        | Naslov                                    | Dolžina    |
| ---------- | ----------------------------------------- | ---------- |
| 1.         | „Detektivska priča‟                       | 3:07       |
| 2.         | „Ana‟                                     | 3:13       |
| 3.         | „Moja mama‟ (Boris Balant in Dare Kaurič) | 3:44       |
| 4.         | „U sjeni egzotičnih trava‟                | 2:57       |
| 5.         | „1001 noć‟                                | 3:23       |

| Druga stran     | Druga stran               | Druga stran |
| Št.             | Naslov                    | Dolžina     |
| --------------- | ------------------------- | ----------- |
| 6.              | „Kako bih volio da si tu‟ | 2:23        |
| 7.              | „Videosex‟                | 3:09        |
| 8.              | „Neonska reklama‟         | 3:35        |
| 9.              | „Neonska reklama 2‟       | 7:49        |
| Skupna dolžina: | Skupna dolžina:           | 33:20       |

## Zasedba

### Videosex
- Anja Rupel — vokal
- Iztok Turk — bobni, programiranje
- Janez Križaj — bas kitara, programiranje
- Matjaž Kosi — klaviature
- Nina Sever — klaviature na pesmih »1001 noć« in »Neonska reklama«